# 朝鮮勞動黨中央幹部學校
朝鮮勞動黨中央幹部學校，前稱金日成高級黨學校，是一所位於朝鮮民主主義人民共和國首都平壤市東大院區域東大院2洞，直屬於朝鮮勞動黨的黨校。該校於1946年1月由金日成創立，旨在培訓和再教育高級黨員。

## 历史背景
金日成高級黨學校的前身是位於南浦市的「北朝鮮共產黨中央黨學校」，由該黨的領導人金日成建立，並出任校長一職。起初，該校只設為期兩個月的短期課程，科目有政治和軍事科，各科均有約100名學生。1946年6月，金日成將黨校從南浦遷移首都平壤東大院區域現址。中國《學習時報》記載當時由於正值二次大戰後，平壤所餘下的建築物並不多，因此金日成決定於該市最完整的大樓作為黨校。喬遷後，黨校開辦兩個月、三個月和六個月的課程。之後由1948年至1955年間，黨校的課程延長至一年和兩年，學科包括俄語、航空、通訊、對南和文化科等。1955年，隨著3年制基本班與4年制通訊學班的出現而令黨校的基本框架形成。
1972年4月15日，金日成於其60歲生辰時宣佈將朝鮮共產黨中央黨學校易名金日成高級黨學校，並首度獲得金日成勳章。翌年，又將清州-列寧主義學院合併，及新設3年制的研究院課程。1978年，設立黨組織培訓機構指導局以指導全國思想工作的模範。1983年，3年制的基本班加長至4年。1996年，黨校第二次取得金日成勳章。金日成和其繼任人金正日非常重視黨校。據統計，二人共合29次訪問該校。
2020年2月，朝鮮勞動黨黨中央政治局擴大會議上，金日成高級黨學校因官僚主義及貪汙腐敗備受批評，進而解散且改組為朝鮮勞動黨中央幹部學校。
2023年4月，朝鮮勞動黨中央幹部學校新校區在鄰近百花園國賓館的金正恩專用機場動工，新校區總建築面積達13.3萬多平方公尺，至2024年5月竣工並在同月22日舉行竣工典禮。

## 学校简介
替朝鮮勞動黨培訓和再教育高級黨員是該校的宗旨，不少黨內的高官要職均是由該校畢業，比如國家安全保衛部部長金昌燮和金元弘，以及前金正日書記室室長姜尚春。一些高級官員也曾在該校接受再教育，其中包括金正恩親信崔龍海。
現時，該校設5種教學班次。第一種為6個月的幹部培訓班，學生為重要幹部，他們在完成課程後會返回原來崗位。其次為兩年制的幹部培訓班，主要對象是被認為有前途的中級幹部，故被理解成「後備載部班」，他們在畢業後會被分配工作。第三種是3年制的研究生班，成員主要是宣傳鼓動部的幹部，畢業並完成論文可授予碩士學位。第四種是4年制的大學學位課程，學生均是在職但被黨認為是有前途的人，畢業後獲學士學位。最後一種為1個月的講習班，學員包括所有有官職的黨員，講學包括領導人的著作、黨史和黨的政策。除了這五種常規課程外，黨校還有如邏輯學、心理學和文學等課程，但所佔比例很少。

## 历任领导
- 金時學：前任校長，2004年上任，2010年離任
- 姜錫崇：前任校長，1971年上任，離任期不明
- 金國泰：前任校長，1976年和1990年兩度出任校長

## 关联条目
- 金日成綜合大學
- 金日成軍事綜合大學
- 金星政治大學
- 萬景臺革命學院
- 康盤石革命學院